# 菲利峰
菲利峰（英語：Feeley Peak）是南極洲的山峰，位於瑪麗伯德地，處於戴維斯維爾冰川和匡西特冰川之間，海拔高度1,730米，美國地質調查局根據測量和美國海軍拍攝的空中照片繪入地圖，現時由南極條約體系管理。